# مالک ماهونی
مالک ماهونی (به انگلیسی: Owning Mahowny) فیلمی محصول سال ۲۰۰۳ و به کارگردانی ریچارد کوینتوسکی است. در این فیلم بازیگرانی همچون فیلیپ سیمور هافمن، جان هرت، مینی درایور، مائوری چایکین، سونیا اسمیتس، ایان تریسی و متیو فرگوسن ایفای نقش کرده‌اند.

## خلاصه
فیلم، داستان یک بانکدار است که مشکل اعتیاد به قمار دارد. به‌طور ناگهانی او به یک حساب چند میلیون دلاری دسترسی پیدا می‌کند و وسوسه می‌شود. این داستان اقتباسی از بزرگ‌ترین دزدی بانکی در کانادا می‌باشد…